# 캐럴 클리블랜드
캐럴 클리블랜드(Carol Cleveland, 1942년 1월 13일 ~ )는 잉글랜드의 배우이다.

## 출연 작품
- 더 서치 포 사이먼 (2013)
- 몬티 파이튼과 나: 가짜 자서전 (2012)
- 애니 2 - 황실의 모험 (1995)
- 몬티 파이튼 - 삶의 의미 (1983)
- 라이프 오브 브라이언 (1979)
- 뱀파이라 (1975)
- 몬티 파이튼의 성배 (1975)
- 엔드 나우 포 썸씽 (1972)
- 몬티 파이튼 - 완전히 다른 것을 위하여 (1971)
- 몬티 파이튼 비행 서커스 (1969)
- 홍콩에서 온 백작 (1967)
- 세인트(영어판) (1962)